# Assomption Vie
Pour les articles homonymes, voir Assomption (homonymie).
Assomption Vie (Assumption Life en anglais) est une entreprise de services financiers basée à Moncton, au Nouveau-Brunswick. L'entreprise offre des services d'assurance-vie partout au Canada, comptant 75 000 clients.

## Histoire
La compagnie fut établie en 1903 par des Acadiens du Massachusetts sous le nom de Société de l'Assomption, une petite compagnie d'assurances. Le siège social déménagea à Moncton en 1913 et la compagnie fut gérée comme une fraternelle jusqu'en 1969 pour ensuite devenir une mutuelle. En 1972, les bureaux furent déménagés dans le gratte-ciel Place l'Assomption Vie, toujours à Moncton.

## Groupe Assomption
L'Assomption Vie contrôle majoritairement les entreprises suivantes :
- Placements Louisbourg
- Place de l'Assomption